# Guidan Kané Katsinawa
Guidan Kané Katsinawa (auch: Guidan Kané Katsénawa) ist ein Dorf in der Landgemeinde Saé Saboua in Niger.

## Geographie
Das von einem traditionellen Ortsvorsteher (chef traditionnel) geleitete Dorf befindet sich rund sechs Kilometer nordöstlich des Hauptorts Saé Saboua der gleichnamigen Landgemeinde, die zum Departement Guidan Roumdji in der Region Maradi gehört. Weitere Siedlungen in der Umgebung von Guidan Kané Katsinawa sind Maïki im Norden, Wakasso im Nordosten und Tchadoua im Südosten.
Es herrscht das Klima der Sahelzone vor, mit einer durchschnittlichen jährlichen Niederschlagsmenge zwischen 300 und 400 mm. Bei Guidan Kané Katsinawa verläuft ein Nebental des Goulbin Kaba, das seinen Ursprung südlich von Tchadoua hat.

## Bevölkerung
Bei der Volkszählung 2012 hatte Guidan Kané Katsinawa 2410 Einwohner, die in 229 Haushalten lebten. Bei der Volkszählung 2001 betrug die Einwohnerzahl 1512 in 172 Haushalten und bei der Volkszählung 1988 belief sich die Einwohnerzahl auf 1129 in 131 Haushalten.
Die Bevölkerungsdichte in diesem Gebiet ist für nigrische Verhältnisse hoch.

## Wirtschaft und Infrastruktur
Das Gebiet der Ebenen im südlichen Teil der Region Maradi, in dem Guidan Kané Katsinawa liegt, ist von einer anhaltenden Degradation der ackerbaulichen Flächen gekennzeichnet, die mit der hohen Bevölkerungsdichte in Zusammenhang steht. Im Dorf ist ein Gesundheitszentrum des Typs Centre de Santé Intégré (CSI) vorhanden. Es gibt eine Schule. Durch Guidan Kané Katsinawa führt die 145,6 Kilometer lange Landstraße RR4-003 zwischen Bader Tanko und dem Gemeindehauptort Saé Saboua.